# Miren Lazkano
Miren Lazkano Zuriarrain (San Sebastián, 16 giugno 1997) è una canoista spagnola, specializzata nella disciplina della canoa slalom.

## Biografia
Agli europei di canoa slalom di Vienna 2014 ha vinto la medaglia d'argento nel C1 a squadre con le connazionali Nuria Vilarrubla e Klara Olazabal, piazzandosi alle spalle delle britanniche Mallory Franklin, Jasmine Royle e Eilidh Gibson.
Agli europei di Praga 2018 ha ottenuto la medaglia di bronzo nel C1 a squadre, con Nuria Vilarrubla e Klara Olazabal, completando la gara dietro agli equipaggi britannico e francese.
Agli europei di canoa slalom di Ivrea 2021 si è laureata campionessa continentale nei C1 individuale.

## Palmarès
- Europei di canoa slalom

Vienna 2014: argento nel C1 a squadre;
Praga 2018: bronzo nel C1 a squadre;
Ivrea 2021: oro nel C1 individuale;